# NIPRNet
NIPRNet (від англ. Non-classified Internet Protocol (IP) Router Network — «Мережа маршрутизації неконфіденційного IP-трафіку») — мережа, яка використовується для обміну не таємною, але важливою інформацією між «внутрішніми» користувачами, а також для забезпечення доступу до інтернету. Складається з інтернет-маршрутизаторів, що належать Міністерству оборони США.  

## Історія
Була створена в 1980-х роках Управлінням інформаційного забезпечення Міністерства оборони, для того щоб витіснити стару мережу — MILNET. NIPRNet є найбільшою приватною мережею в світі. За останні десятиліття вона зросла настільки, що Міністерство оборони США не здатне контролювати її, тому воно витратило 10 млн доларів, щоб охарактеризувати поточний стан NIPRNet, проаналізувати її поширення і виявити користувачів, які, можливо, несанкціоновано приєдналися до мережі. 
З 2002 по 2003 роки комплекс мереж NIPRNet став ціллю серії витончених кібератак, імовірно проведених китайською військовою розвідкою. В американській літературі цей епізод називають операцією «Титановий дощ». 
На початку 2010-х років Міністерство оборони доклало значних зусиль для поліпшення безпеки мережі. Так, у 2012 році Пентагон запросив 2,3 млрд доларів з бюджету США для зміцнення її безпеки в межах Міністерства оборони і для зміцнення зв'язків зі своїми колегами — Міністерством внутрішньої безпеки. 